# Pierre d'Ornellas
Pour les articles homonymes, voir D'Ornellas.
Pierre d'Ornellas, né le 9 mai 1953 à Paris, est un évêque catholique français, archevêque de Rennes, Dol et Saint-Malo depuis le 26 mars 2007.
Il est responsable du groupe de travail bioéthique de la Conférence des évêques de France.

## Biographie

### Formation
Après avoir suivi des classes préparatoires scientifiques au lycée Janson-de-Sailly à Paris, il intègre l'école d'ingénieurs des Hautes études d'ingénieur (HEI) à Lille.
Sa formation philosophique et théologique est répartie entre le studium de l'Institut Notre-Dame de Vie à Venasque (Vaucluse), la faculté de théologie de l'université de Fribourg en Suisse et la faculté de théologie de l'Institut catholique de Toulouse. Il obtient un doctorat de théologie dans ce dernier.

### Famille
Membre de la famille d'Ornellas, il est l'oncle à la mode de Bretagne (le cousin germain de son père) de la journaliste politique Charlotte d'Ornellas,.

### Principaux ministères

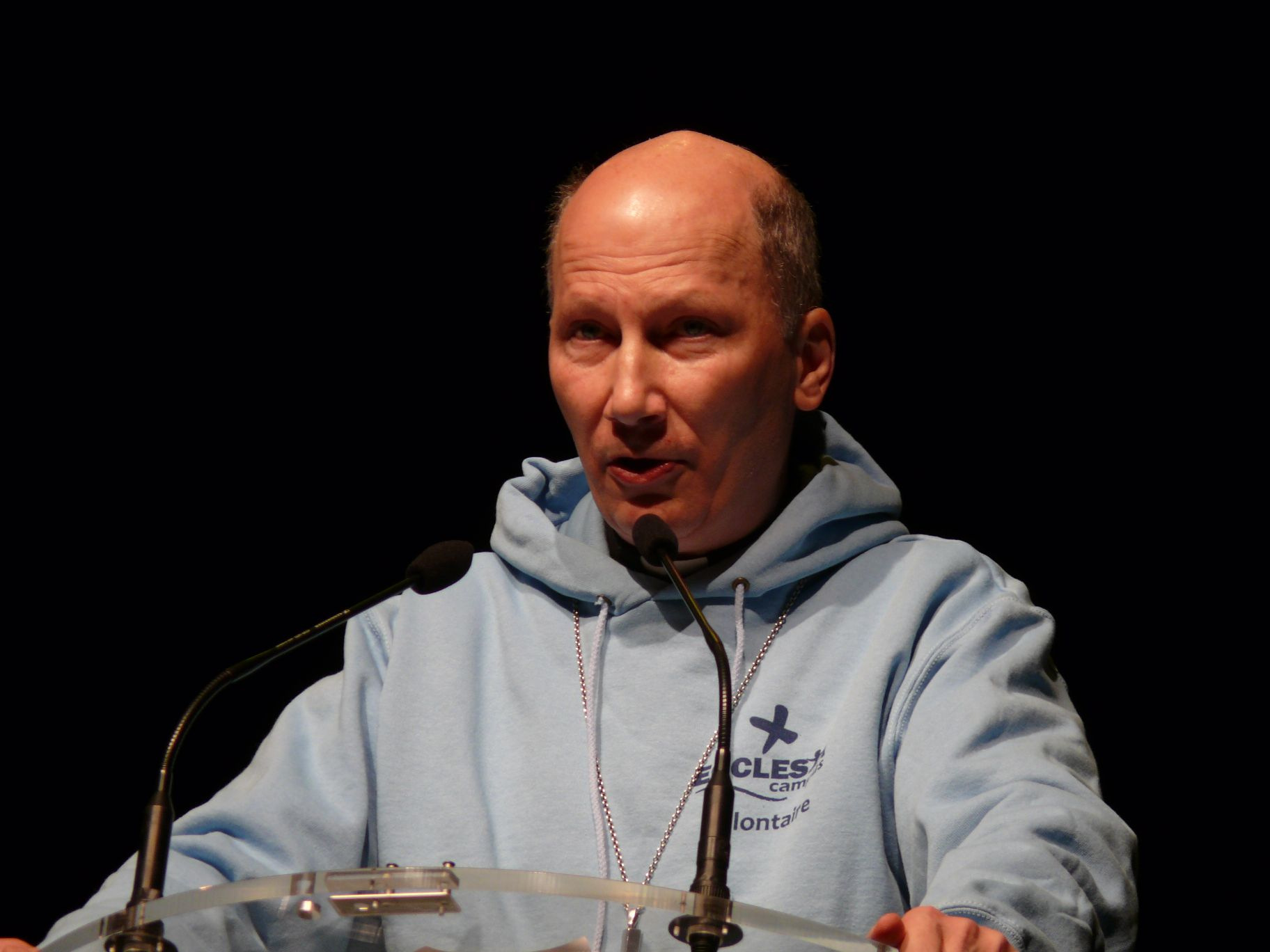
Pierre d'Ornellas à Ecclesia Campus 2012.

#### Prêtre
Il a été ordonné prêtre le 15 août 1984, incardiné dans l'Institut Notre-Dame de Vie.
Après un premier ministère comme enseignant de théologie au studium de l'Institut Notre-Dame de Vie et comme aumônier de collège et de lycée, il a été appelé par le cardinal Jean-Marie Lustiger pour devenir son secrétaire particulier, charge qu'il a assumée de 1986 à 1991.
Après avoir ouvert une maison accueillant à Bruxelles des séminaristes et des prêtres venus suivre des cours dans plusieurs lieux de formation de la capitale belge, il est revenu à Paris comme directeur de l'école cathédrale de l'archidiocèse de Paris.

#### Évêque
Nommé évêque auxiliaire de Paris le 4 juillet 1997, il est consacré le 10 octobre de la même année par l'archevêque de Paris, le cardinal Jean-Marie Lustiger. Le 19 octobre 2006, il est nommé archevêque coadjuteur de Rennes, Dol et Saint-Malo pour assister François Saint-Macary alors touché par la maladie. En 2007, le pape Benoît XVI fait de Pierre d'Ornellas l'accompagnateur spirituel de la Communauté de l’Arche.
Il devient l'archevêque de Rennes, Dol et Saint-Malo le 26 mars 2007, à la mort de François Saint-Macary. Le 28 novembre 2008, il reçoit un évêque auxiliaire en la personne de Nicolas Souchu. Ce dernier le seconde pendant neuf ans, jusqu'au 15 novembre 2017 lorsqu'il est nommé évêque d'Aire et Dax.
Au sein de la Conférence des évêques de France, il est membre de la Commission de la doctrinale et actuellement[Quand ?] membre du comité « Études et projets ». Le 8 novembre 2008, il est réélu comme membre du Comité études et projet de la Conférence des évêques de France pour un mandat de trois ans et élu en 2011 président de la Commission épiscopale catéchèse et le catéchuménat.

## Publications
- Liberté, que dis-tu de toi-même?, éd. Parole et Silence, 1999
- Au bonheur des béatitudes, éd. Parole et Silence, 2004
- La miséricorde dessine l'image de mon pontificat - Jean-Paul II, éd. Parole et Silence, 2006
- Sainte Thérèse de l'enfant Jésus, éd. Parole et Silence, 2007
- Pierre d'Ornellas, Bioéthique : Questions pour un discernement, Paris, Desclée De Brouwer, coll. « Documents d'Église », 2009, 141 p. (ISBN 978-2-283-61097-8)
- avec Nathalie Kosciusko-Morizet, Une écologie digne de l'homme ? Développement durable et bioéthique, éditions Salvator, coll. « controverses », septembre 2010 (ISBN 978-2706707865)
- avec Jean-François Bensahel, Juifs et chrétiens, frères à l'évidence. La paix des religions, Odile Jacob, 2015à l'occasion du cinquantenaire de la déclaration Nostra Ætate
- C'est la miséricorde que je veux, éd. Parole et Silence, janvier 2016 (ISBN 978-2889186761)
- Pour une économie humaine, éd. Salvator, avril 2017 (ISBN 978-2-7067-1477-1)
- Écologie et bioéthique, un nouveau chemin !, éd. Balland, octobre 2019
- Entre les mains du Christ, Marcel Callo, apôtre de la fraternité, Editions Salvator, 2023

## Prises de position

### Sur la recherche sur l'embryon humain
À l'automne 2006, alors qu'une polémique s'engage en France à propos du Téléthon dont une partie des dons sont utilisés pour la recherche sur l'embryon humain, Pierre d'Ornellas rappelle que l'Église veut défendre la dignité intrinsèque de tout être humain dès sa conception, c'est pourquoi elle n'accepte de recherches sur l'embryon humain que celles qui ont un but thérapeutique direct pour l'embryon lui-même.

### Enseignement catholique
En septembre 2007, à peine installé dans l'archidiocèse de Rennes, il appelle les écoles privées catholiques à ne pas avoir peur d'affirmer leur caractère catholique.

### Affaire d'excommunications au Brésil
En 2009, il critique l'attitude de l'archevêque Sobrinho qui avait excommunié au Brésil la mère d'une fillette qui avait avorté après avoir subi un inceste.

### Pièce de théâtre de Castellucci au Théâtre national de Bretagne
Le 10 novembre 2011 à Rennes, il prend position à propos de la manifestation organisée par l'Institut Civitas et réunissant 2 000 personnes, contre la représentation de la pièce de Romeo Castellucci Sur le concept du visage du fils de Dieu au théâtre national de Bretagne, ainsi que contre la « christianophobie ».
Il se dit « affligé profondément » par « la virulence avec laquelle certains s'en prennent à des œuvres théâtrales », il affirme aussi que la question posée par la pièce est : « Comment la beauté du Christ est-elle présente dans la déchéance la plus ordinaire ? » Si le passage le plus polémique de la pièce est un jet d’excréments sur l'effigie du Christ, il est selon Pierre d'Ornellas « impossible d'interpréter cette pièce comme une violence faite au Christ, bien au contraire ». Il juge aussi qu'il « n'y a pas de christianophobie [car] le Christ sur la Croix a intégré tous les blasphèmes des hommes [et] toutes les dérisions ».
Il s'est ainsi désolidarisé de la position d'autres évêques comme Raymond Centène, évêque de Vannes.

### Gestion des crimes sexuels
En 2008, l'archevêque Pierre d'Ornellas est informé que Gaël Carissan, ordonné en 2000, prêtre de Saint-Malo, a eu des relations sexuelles avec un adolescent entre 2004 et 2006, essentiellement à Rennes et à Rome. Il ne dénonce pas le prêtre aux autorités judiciaires et décide simplement de le déplacer dans une communauté de l'Arche. Gaël Carissan est finalement condamné en 2019 à cinq ans de prison, dont trois avec sursis, pour agressions sexuelles. Pendant l'instruction, les enquêteurs ont trouvé près de 4 000 photos et films pornographiques homosexuels et hétérosexuels dans l'ordinateur de Gaël Carissan,.
Pierre d'Ornellas, accompagnateur spirituel de la Communauté de l’Arche, charge en 2014 le père Paul-Dominique Marcovits d'enquêter sur les abus sexuels du père Thomas Philippe, fondateur de l'Arche. L'enquête canonique conclut à la véracité des abus sexuels commis par le prêtre sur de jeunes femmes accompagnées,.
En 2018, il publie une tribune dans Ouest-France où il souhaite « faire heureusement la vérité sur les abus sexuels ».
Le 10 novembre 2022, il informe dans un communiqué que Yannick Poligné, prêtre du diocèse de Rennes, a été mis en examen le 7 novembre 2022 pour viol aggravé sur mineur et usage de stupéfiants,,.

### Élection présidentielle française de 2017
Durant l'entre-deux-tours, il s'oppose, sans la citer, à Marine Le Pen, mettant en avant « la construction européenne », l’« accueil de l’étranger » et une « économie ouverte sur le monde ».

## Succession apostolique
Pierre d'Ornellas a ordonné les évêques suivants :
- Évêque Thierry Marie Scherrer (2008)
- Évêque Emmanuel Luc Jean-Marie Delmas (2008)
- Évêque Nicolas Jean-Marie Souchu (2009)
- Évêque Denis Bernard Marie Moutel (2010)
- Évêque Alexandre François Marie Joly (2019)
- Évêque Jean Bondu (2023)
- Évêque Matthieu Dupont (2024)

## Distinctions
- Chevalier de la Légion d'honneur 2016.
- Prix de l'Amitié judéo-chrétienne de France 2019[24].